# Wusu
Wusu (en mongol: Ус хот, romanizado: Us Khot, lit. 'ciudad agua'; en chino, 乌苏; pinyin, Wūsū) es un municipio bajo la administración directa de la Prefectura Tacheng en la Región autónoma de Sinkiang, República Popular China. Su área es de 14394 km² y su población total para 2010 superó los 300 mil habitantes.

## Administración
Desde octubre de 2019, el municipio Wusu se divide en 22 pueblos que se administran en 5 subdistritos, 10 poblados, 5 villas y 2 villas étnicas.

## Historia
A finales de la dinastía Ming y principios de la dinastía Qing, era territorio de una tribu mongol que la llamaron Kulkhalawusu "tierra blanca, oscuras aguas". En el año 26 del reinado de Qianlong (1761), se estableció el ministro de Asuntos de Kulkhalawusu (库尔喀喇乌苏). En el año trigésimo séptimo del reinado de Qianlong (1772), se construyó la ciudad de Qingsui (庆绥城) luego, en el duodécimo año del reinado del emperador Guangxu de la dinastía Qing (1886), se estableció la Oficina Kulkhalawusu bajo la jurisdicción de Dihua.
En el segundo año de la República de China (1913), se cambió a condado Wusu (乌苏县) y perteneció al poblado Didao (迪道). En marzo del sexto año de la República de China (1917), perteneció al subdistrito Tacheng .
En julio de 1958, Wusu fue puesta bajo la jurisdicción de la ciudad Karamay. En 1968 fue recuperada la jurisdicción de Tacheng. En 1996, se abolió el condado de Wusu y se estableció la ciudad de Wusu.